# Aztec Challenge
Aztec Challenge è un videogioco pubblicato nel 1983 per Commodore 64 dalla Cosmi Corporation, con protagonista un azteco che, scelto come vittima sacrificale, deve raggiungere e attraversare le piramidi di Tenochtitlán superando una serie di prove d'azione.
Si basa su un precedente Aztec Challenge della stessa Cosmi per Atari 8-bit, ma a parte l'ambientazione e l'immagine di copertina, si tratta di un gioco completamente diverso.

## Modalità di gioco
Il giocatore controlla l'azteco disarmato attraverso sette livelli piuttosto diversi tra loro, ma tutti basati sul superamento di un percorso a ostacoli. In buona parte di essi il personaggio corre automaticamente e continuamente in avanti.
1. L'azteco si avvicina alla piramide correndo in mezzo a due file di persone che gli gettano lance, da schivare saltando o abbassandosi. La visuale è in prospettiva tridimensionale dalle spalle del personaggio, con la piramide sullo sfondo che si avvicina sempre più.
2. Raggiunta la piramide bisogna scalarne i gradoni ed evitare i blocchi di pietra che cadono giù, andando a destra e sinistra, fino a raggiungere l'ingresso in cima.
3. Si attraversa una serie di stanze con visuale di lato, evitando trabocchetti sul pavimento o massi e lance che cadono dall'alto. La successione delle trappole varia a ogni partita e si possono evitare saltando o facendo fermare in tempo l'azteco.
4. Giunti all'interno del tempio, bisogna evitare di toccare per più di un secondo vari tipi di animali velenosi, alcuni dei quali saltano o cadono dal soffitto. La visuale è ancora di lato e l'azteco può saltare a due diverse altezze.
5. L'ultima stanza del tempio ha visuale isometrica e bisogna passare su una griglia di piastrelle, alcune delle quali attivano trappole. La posizione delle trappole si può imparare solo per tentativi, e ogni 5 tentativi cambia.
6. Usciti dalla piramide bisogna attraversare a nuoto un lago visto dall'alto. Per evitare i piraña è possibile nuotare in tutte le direzioni e anche immergersi per pochi secondi.
7. L'ultima prova per raggiungere la libertà è attraversare un ponte sospeso sopra una gola. Al ponte mancano molte assi e l'azteco deve superare i buchi di diversa ampiezza saltando a tre possibili lunghezze.

Terminati i sette livelli si ricomincia da capo a maggiore difficoltà, fino all'esaurimento delle vite o al completamento di quattro cicli. Quando si inizia una nuova partita c'è la possibilità di ripartire direttamente dal livello raggiunto nella partita precedente.

## Altre versioni
Il primo Aztec Challenge della Cosmi, del 1982, venne sviluppato da Robert T. Bonifacio per Atari 8-bit e uscì anche per Commodore VIC-20 e TI-99/4A, oltre che in una versione migliorata del 1983 sempre per Atari. Si tratta di un platform a scorrimento orizzontale dove l'azteco, in corsa continua, deve evitare vari ostacoli fissi potendo solo saltare a diverse altezze.
Il ben più noto Aztec Challenge per Commodore 64 ha avuto diversi rifacimenti.
Una conversione shareware non ufficiale per Amiga apparve nel 1993.
Paul Norman, autore dell'originale, creò un remake per PC e browser intitolato Azteca: Queen of Quezalcoatl, pubblicato da Digittarius nel 2003. In questo caso, come nella copertina delle storiche edizioni Cosmi, la protagonista è una bella vergine sacrificale quasi nuda.
Nel 2006 venne prodotto A-VCS-tec Challenge, un'edizione rétro su cartuccia homebrew per Atari 2600, che imita i primi due livelli del gioco per Commodore 64.